# 스피콘 단자

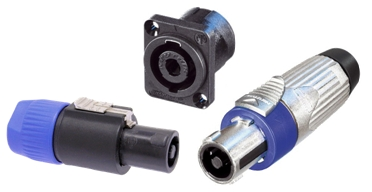
노이트릭 스피콘. 단자 배럴은 전체 직경 이다.

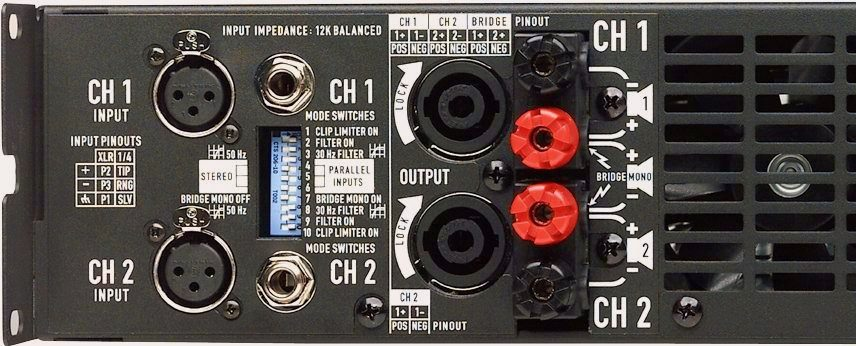
QSC의 전문가용 PA 앰프 (출력 2 x 700 W (4 Ω))에 제공된 스피콘 패널 단자 (중앙)

스피콘(Speakon, speakON으로 표기)은 원래 노이트릭에서 제조한 전기 단자의 등록 상표명으로, 대부분 프로페셔널 오디오 시스템에서 스피커를 앰프에 연결하는 데 사용된다. 다른 제조사들도 종종 "스피커 트위스트 커넥터"라는 이름으로 호환 제품을 만든다.
스피콘 단자는 최소 제곱평균제곱근 연속 전류 30A를 견딜 수 있다. 이는 1/4인치 TS 폰 커넥터, 2극 트위스트 락, 스피커용 XLR 단자보다 높다.

## 디자인
스피콘 단자는 납땜 또는 나사 연결을 위해 설계된 잠금 시스템으로 설계된다. 라인 단자(보통 암컷, 래치 포함)는 패널 단자(보통 수컷)와 결합하며, 일반적으로 케이블의 양쪽 끝에는 동일한 단자가 있다. 케이블을 연결해야 하는 경우 커플러를 사용할 수 있다(기본적으로 플라스틱 튜브 끝에 장착된 두 개의 패널 단자로 구성됨). 이 디자인은 1987년에 고안되었다.
암컷 케이블 단자가 수컷 섀시 단자에 꽂히는 것처럼 보이기 때문에 많은 사용자들과 심지어 단자 공급업체들조차 어떤 것이 수컷 단자이고 어떤 것이 암컷 단자인지 혼란스러워한다는 점에 유의하라. 기억하기 가장 쉬운 방법은 Neutrik 부품 번호를 보는 것이다. 여기서 "F"는 암컷, "M"은 수컷을 나타낸다(예: "NL4FX"는 '일반적인' 케이블 단자(래치 포함)이다).
스피콘 단자는 스피커 케이블에 사용될 때 명확하도록 설계되었다. 1/4인치 스피커 잭과 XLR 연결의 경우, 사용자가 저전류 차폐 마이크 또는 악기 케이블을 고전류 스피커 애플리케이션에 잘못 사용할 수 있다. 스피콘 케이블은 고전류 오디오 애플리케이션에만 사용된다.
스피콘 단자는 두 개의 동심원 링으로 접점을 배열하며, 내부 접점은 +1, +2 등으로 명명되고, 외부 접점은 (4극 및 8극 버전에서만) -1, -2 등으로 명명된다. 위상 규약은 + 접점에 양의 전압이 가해지면 스피커에서 공기가 밀려나가는 것이다.
스피콘 단자는 2극, 4극 및 8극 구성으로 만들어진다. 2극 라인 단자는 4극 패널 단자와 결합하여 +1 및 -1에 연결되지만, 반대 조합은 작동하지 않는다. 8극 단자는 추가적인 극을 수용하기 위해 물리적으로 더 크다. 4극 단자는 두 개의 개별 케이블 없이도 바이앰핑(4개의 연결 중 2개는 고주파 신호용, 나머지 2개는 저주파 신호용)과 같은 것을 허용하기 때문에 기성 케이블의 가용성 측면에서 가장 흔하다. 마찬가지로, 8극 단자는 트라이앰핑(저, 중, 고주파수 각각에 대해 2개의 극, 2개는 미사용) 또는 쿼드앰핑(고, 중, 저, 서브 각각에 대해 2개의 극)에 사용할 수 있다.
4극 케이블의 또 다른 사용법은 앰프의 두 출력 채널에 연결된 '결합기' Y-케이블과 스피커에 신호를 전달하는 '분할기' Y-케이블을 사용하여 앰프에서 한 쌍의 스피커로 두 채널의 증폭된 신호를 전달하는 것이다. '결합기' 및 '분할기' Y-케이블은 동일하다. 한쪽 끝에 두 개의 2극 단자가 있고, 다른쪽 끝의 4극 라인 단자의 ±1 및 ±2 핀에 각각 연결된다. 일부 앰프 및 믹서 앰프는 '결합기' 없이도 이러한 작업을 수행하도록 구성되어 있다.
4극 케이블과 1/4″ 폰 플러그를 모두 수용할 수 있는 2극 "콤보" 수납 장치도 제공된다.
2019년에 제조사는 수컷 라인 단자와 암컷 패널 단자를 포함하는 STX 시리즈를 출시했다.

## 같이 보기
- 파워콘